# Halirages fulvocincta
Halirages fulvocincta är en kräftdjursart som först beskrevs av Michael Sars 1858. Enligt Catalogue of Life ingår Halirages fulvocincta i släktet Halirages och familjen Calliopiidae, men enligt Dyntaxa är tillhörigheten istället släktet Halirages och familjen Eusiridae. Arten har ej påträffats i Sverige. Inga underarter finns listade i Catalogue of Life.